# Metodă științifică
Metoda științifică sau procesul științific este fundamental pentru investigația științifică și pentru dobândirea de către comunitatea științifică de noi cunoștințe bazate pe dovezi fizice. Savanții folosesc observația și raționamentul pentru a propune explicații provizorii pentru fenomene, numite ipoteze. Sub presupunerea naturalismului metodologic, evenimentele observabile din natură (inclusiv operele artificiale ale omenirii) se explică doar prin cauze naturale, fără a presupune existența sau nonexistența supranaturalului. Predicțiile derivate din aceste ipoteze sunt testate prin diferite experimente, care ar trebui să fie reproductibile. Un aspect important al unei ipoteze este că trebuie să fie falsificabilă, cu alte cuvinte, trebuie să se poată verifica dacă este falsă. Dacă o propoziție nu este falsificabilă, atunci nu este o ipoteză, ci o opinie sau afirmație care se află în afara domeniului de cercetare științifică. Este de asemenea important de știut că o ipoteză nu poate fi dovedită, mai degrabă, datele dintr-un experiment conceput anume pentru a testa o ipoteză pot ori să sprijine ori să respingă acea ipoteză.
Odată ce o ipoteză este verificată experimental în mod repetat, este considerată a fi o teorie și se fac noi predicții baza ei. Orice predicție eronată, inconsistențe interne sau lacune, sau fenomene neexplicate, inițiază considerarea și generarea de corecții sau de ipoteze alternative, care ele însele sunt testate, ș.a.m.d. Orice ipoteză care este destul de validă pentru a face prognoze poate fi testată astfel.
O ipoteză neverificată poate să se bucure de interes considerabil în rândul specialiștilor din cauza eleganței sale sau a unei validități intuitive, sau a unei anticipări a verficării sale, deși nu este acceptată în mod formal până când există dovezi experimentale convingătoare; vezi exemplul relativității generale.
Dezvoltarea de noi tehnologii este legată de dezvoltarea cunoașterii potrivit metodei științifice, și poate servi atât ca un alt test al validității ideilor care stau la baza sa, cât și ca o sursă de instrumente noi cu care să aibă loc progresul în cunoaștere, lărgind domeniul observabilului sau îmbunătățind calitatea observațiilor. Mai mult, nevoia de a înțelege sau exploata un fenomen natural în cadrul procesului de dezvoltare a unei tehnologii poate constitui un impuls în a cerceta natura acelui fenomen. Vezi exemplul țițeiului.
Un punct de vedere larg răspândit este de a considera metoda științifică ca fiind logica care stă la baza activității științifice, de exemplu Karl Popper. Totuși, accentul pus pe această logică este criticat de cei care se concentrează asupra aspectelor sociologice (vezi sociologia științei și sociologia cunoașterii științifice).
Metodă științifică este un set de reguli de bază, pe care un om de știință le folosește pentru a efectua o experiență controlată din care poate trage concluzii teoretice.
În metoda științifică, ipoteza este drumul care trebuie să conducă la formularea teoriei. Teoriile științifice, destinate să explice într-un fel sau altul fenomenele pe care le observăm, trebuie să fie sprijinite de experimente care să le certifice validitatea. Pilonul central al metodei științifice este reproductibilitatea, și anume capacitatea de repetare a unui anumit experiment.
Metoda științifică constă în următoarele faze:
- Observarea unui fapt
- Formularea unei probleme
- Propunerea unei ipoteze
- Realizarea unui experiment controlat, pentru a testa validitatea ipotezei

Pentru o siguranță sporită în tragerea concluziei, întregul experiment trebuie să fie controlat. Experimentul controlat este acel experiment realizat prin tehnici care permit înlăturarea variabilelor care pot masca rezultatul.
În acest tip de experimente, se folosește metoda dublu-orb, o metodă în care nici măcar experimentatorul nu știe decât în faza analizei rezultatelor (sau în orice caz după culegerea datelor), care subiect/participant a făcut parte dintr-un:
- grup de test (un grup care va fi efectiv testat)
- grup de control (un grup care nu va fi testat și care este folosit doar pentru a reduce influența altor factori (variabile) în afară de cei care se dorește a fi testați)

Termenii de "model", "ipoteză", "teorie" și "lege fizică" au în știință alte înțelesuri decât în limbajul uzual. Oamenii de știință folosesc termenul de "model" pentru a exprima descrierea a ceva, în mod specific ceva care poate fi folosit pentru a face predicții care pot fi testate prin experiment sau observație. O ipoteză este o afirmație care încă nu a fost nici confirmată nici infirmată prin experiment. O lege fizică sau o "lege a naturii" este o generalizare științifică bazată pe observații empirice.
Cuvântul teorie este înțeles greșit mai ales de către laici. În limbaj comun înseamnă idei care nu se bazează pe nici o dovadă solidă; în contrast cu aceasta, oamenii de știință de obicei folosesc acest cuvânt pentru a se referi la ansambluri de idei care fac predicții specifice. A spune "mărul a căzut" este a afirma un fapt, în timp ce teoria newtoniană a gravitației universale este un corp de idei care permit unui om de știință să explice cum a căzut mărul și să facă prognoze privind alte obiecte căzătoare.
Orice teorie fructuoasă care a supraviețuit timpului și care are o cantitate copleșitoare de dovezi științifice pe care se sprijină este considerată a fi "dovedită" în sens științific. Unele modele acceptate universal, precum teoria heliocentrică și teoria atomică au supraviețuit testării empirice riguroase fără a fi contrazise, totuși nu este exclus ca într-o zi să fie infirmate. Teorii mai noi, precum teoria stringurilor pot oferi idei promițătoare, dar încă trebuie să treacă prin același proces pentru a fi acceptate.
Oamenii de știință niciodată nu pretind a fi în posesia certitudinii absolute. Spre deosebire de o dovadă matematică, o teorie științifică dovedită este întotdeauna  susceptibilă de a fi falsificată dacă apar noi dovezi. Chiar și cele mai de bază și fundamentale teorii se pot dovedi a fi imperfecte dacă observațiile noi sunt inconsistente cu ele.
Mecanica newtoniană este un exemplu faimos de enunțuri care prezintă neconcordanțe cu experimentele care implică viteze apropiate de cea a luminii sau apropiere față de câmpuri gravitaționale puternice. În afara acestor condiții, legile lui Newton rămâne un model excelent de mișcare și gravitație. Pentru că relativitatea generală oferă explicații pentru toate fenomenele descrise de mecanica newtoniană, este privită ca o teorie superioară.
Știința este o metodă folosită cu scopul de a acumula cunoaștere. Obiectivul metodei științifice este de a porni de la una sau mai multe ipoteze și a dezvolta o teorie validă.

### Criterii pentru cercetarea științifică
1. Știința nu este dogmatică. Se deosebește de religie prin faptul că nu are pretenția de a fi în posesia adevărului absolut. Rezultatele cercetării științifice sunt falsificabile, adică se pot testa și verifica validitatea lor. Dar afirmațiile religioase nu pot fi falsificate din start, pentru că nu pot fi cercetate.
2. Rezultatele cercetării științifice sunt documentate minuțios. Pentru asta există standarde, care asigură posibilitatea de a explica pașii care duc la o anume concluzie. Aici este importantă și publicarea tuturor surselor folosite și luarea în considerare a nivelului actual la care se află cercetarea în domeniul respectiv. Astfel, rezultatele cercetării devin comparabile, la fel precum progresul însuși în disciplina respectivă. Lucrările de cercetare fac trimitere una la celalaltă. Ele vin în sprijinul, critică sau perfecționează teoriile existente.
3. Un principiu important este interogația sceptică în sensul unei atitudini critice față de rezultate și teze proprii și ale altora. Cunoștințele științifice se deosebesc de cele doctrinare prin faptul că la cele din urmă sunt folosite mijloace de coerciție subtile sau fățișe și interogația critică este cel puțin nedorită, în timp ce cele dintâi pot fi în principiu confirmate sau infirmate de căte oricine cu ajutorul rațiunii și experienței proprii. La fel se diferențiază cunoașterea științifică de cea cu caracter de revelație.

### Procesul cunoașterii științifice
Acesta este un model ideal (în unele științe numai o parte din pașii de mai jos pot fi parcurși și deseori cunoștințele sunt dobândite în alt mod, inclusiv prin hazard):
1. Observarea și măsurarea fenomenelor
2. Acumularea și ordonarea materialului
3. Crearea de ipoteze și modele, prognoze, stabilirea nivelului de importanță
4. Testarea ipotezelor modelului prin experimente, teste, încercări
5. Confirmarea sau infirmarea ipotezelor
6. Publicarea rezultatelor, pentru ca acestea să poată fi validate de alții
7. Modificarea, dezvoltarea sau invalidarea modelului, în funcție de rezultatul testelor și de opiniile criticilor
8. În cazul confirmării, dezvoltarea unei teorii, care trebuie însă să îndeplinească anumite criterii

Atât timp cât teoria nu este falsificată, poate să fie considerată cunostință științifică
Acest model este valabil doar pentru disciplinele unde se lucrează analitic. Pentru științele istorico-hermeneutice sunt valabile alte principii.

### Criteriile teoriei științifice
- Lipsa afirmațiilor care se conțin pe ele însele ca premise
- Consistență internă: lipsă de contradicții în cadrul teoriei
- Consistență externă: lipsă de contradicții cu alte teorii recunoscute
- Valoarea cercetării: explicarea unor noi probleme care până acum nu au putut fi explicate
- Testabilitate empirică
- Explicație eficientă
- Falsificabilitate: o teorie trebuie să fie astfel formulată, încât afirmațiile să poată fi infirmate prin experiment. Teorii nefalsificabile, deci care nu pot fi infirmate prin experiment nu pot fi considerate științifice

### Criteriile experimentului științific
- Obiectivitate (verificabilitate intersubiectivă): Un experiment este obiectiv, dacă cercetători diferiți, în condiții identice, ajung la aceleași rezultate finale.
- Fidelitate (reliabilitate): Un experiment are un grad de fidelitate înalt, dacă în condiții echivalente, în repetate rânduri, duce la rezultate identice sau asemănătoare.
- Validitate (valabilitate): Un experiment este valid, dacă regula de măsură într-adevăr măsoară ceea ce ar trebui să măsoare. Aici trebuie să se evite ca alte caracteristici, care nu sunt măsurate, să nu influențeze rezultatul. Totuși, asta înseamnă o standardizare foarte riguroasă a condițiilor în care are loc experimentul. Aceasta însă poate să influențeze negativ valabilitatea. Dacă de exemplu, în cadrul unui experiment cu animale controlat riguros, anumite tipare de comportament trebuie să fie măsurate prin tratamentul A, se poate că acel tipar de comportament a fost cauzat nu de tratamentul respectiv, ci de circumstanțe (cușcă mică, plictisitoare etc.).
- Standardizare și comparabilitate: rezultatele unui experiment numai atunci sunt comparabile, dacă respectă anumite criterii stabilite anterior. Pentru a asigura repetabilitatea și verificarea unui experiment, regulile de evaluare a experimentului trebuie să rămână cât mai simple posibil.